# 올림픽 사이즈 수영장

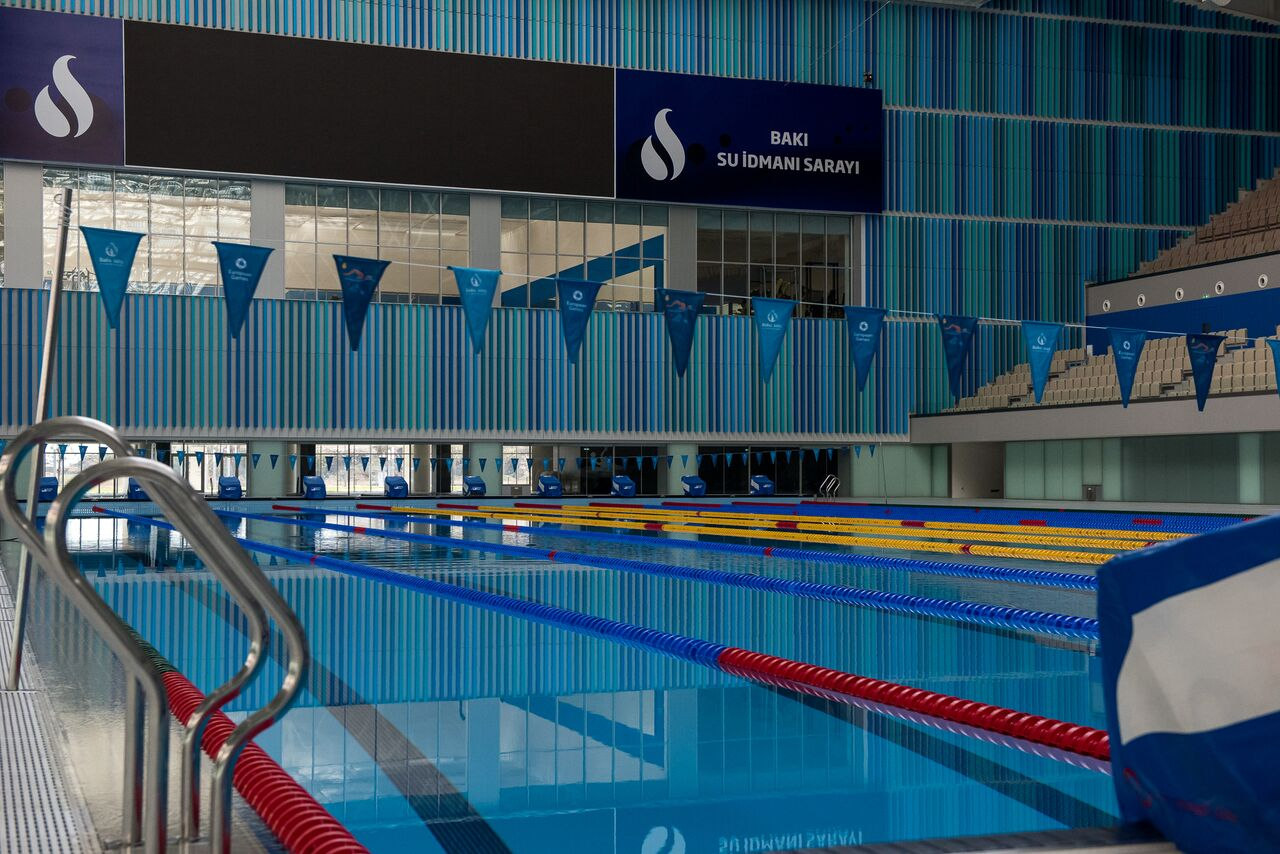
2015년 유러피언 게임에서 사용된 바쿠의 수영장

올림픽 사이즈 수영장(영어: Olympic-size swimming pool)은 올림픽에서 사용되는 수영장 종류이며, 길이 50m의 경주 코스이다. 일반적인 길이 25m의 경기용 수영장 (폭은 보통 50m)을 쇼트 코스라고 하며 이것과 비교하여 롱 코스(영어: long course)라고도 불린다.

## 같이 보기
- 올림픽 수영 경기장 목록